# Калакукко
Ка́лаку́кко (калекукко фин. kalakukko — «рыбный петух» или «рыбный колобок») — традиционный финский ржаной пирог из рыбного филе, часто лососевых, со шпигом или беконом, внешне напоминающий большую буханку ржаного хлеба, финский вариант рыбника. Калакукко обязательно присутствует у финнов на рождественском праздничном столе. С 2002 года пирог-рыбник родом из исторической провинции Саво в Восточной Финляндии пользуется в Европейском союзе защитой географического указания.
Подготовленную для калакукко рыбную начинку выкладывают на пласт раскатанного пресного теста на ржаной муке с водой и солью, прокладывают слоями бекона, со всех сторон закрывают ржаным тестом, придают пирогу округлую форму и выпекают в течение нескольких часов. Перед подачей калакукко вскрывают ножом по спирали и перекладывают начинку на порционные тарелки. Блюдо едят с оставшейся ржаной корочкой, как с хлебом.
В финской кинокомедии 1953 года «Летающим калакукко» назывался скорый поезд, соединявший столицу Хельсинки с портовым Куопио в Северном Саво.